# Тајанствено острво
Тајанствено острво (фр. L'Île mystérieuse) авантуристички је роман Жила Верна из 1874. године. Оригинално издање, које је објавио Пјер Ецел, садржи илустрације Жила Фере. Догађаји у роману повезани су са претходним Верновим делима Двадесет хиљада миља под морем и Деца капетана Гранта, иако се тематски знатно разликује. 

## Кратак опис
Књига говори о авантурама пет Американаца на непознатом острву у јужном Пацифику. Прича почиње у време Америчког грађанског рата, током опсаде Ричмонда, главног града Конфедеративних Држава Америке. У жељи да избегну глад и смрт који разарају град, пет ратних заробљеника са севера одлучују да побегну на необичан начин – отмицом балона. Бегунци су Сајрус Смит, инжењер; Наб (скраћено од Набучодносор), његов црни слуга и бивши роб коме је Смит дао слободу; морнар Бонадвентур Пенкроф (у роману се спомиње само по презимену, док је његово име дато њиховом броду); његов штићеник Херберт Браун, дечак о коме се Пенкроф брине након смрти његовог оца, бившег Пенкрофовог капетана; и новинар Гедеон Спилет. Дружину употпуњује Сајрусов пас „Топ“. 
Након вишедневног лета по олујном времену, њихов балон је пао на једно непознато вулканско острво, које се налази на 34° 57' ЈГШ и 150° 30' ЗГД, и око 2500 километара источно од Новог Зеланда. У стварности најближе острво би било Маротири, смештено на 27° 55' ЈГШ и 143° 26' ЗГД. Насељеници су га назвали Линколново острво, по америчком председнику Абрахаму Линколну. Захваљујући знању инжењера Смита, њих петорица су успела да опстану на острву, да запале ватру, направе грнчарију, цигле, нитроглицерин, челик, један једноставан електрични телеграф, кућу на каменој литици коју су назвали гранитни дворац, чак и један брод. Такође су успели да утврде географску позицију острва.
Током боравка на острву, дружина је искусила невреме, и усвојила је и припитомила једног орангутана, ког су назвали Јупитер, скраћено Јуп.
Током њиховог боравка на острву је присутна нека невидљива сила захваљујући којој је Сајрус преживео пад балона, Топ је волшебно спасен из уста ноздрваша, сандук са опремом (оружје, муниција, алат и друго) мистериозно се појавио на обали и сличне потпуно необјашњиве ствари.
Дружина је пронашла поруку у боци која их усмерава да спасу бродоломника Тома Ертона (лик из Верновог дела Деца капетана Гранта) на оближњем острву Табор. Приликом повратка на Линколново острво, са Табора, њихов брод се изгубио у олуји али су захваљујући мистериозној ватри пронашли пут.
Ертонови бивши пирати долазе на Линколново острво да би га користили као скровиште. Након борби са насељеницима, необична експлозија уништава пиратски брод. Шест пирата је успело да преживи а нешто касније су ватреним оружјем ранили Херберта. Тада су представљали смртну опасност за насељенике. Међутим, изненада су пронађени мртви, вероватно у борби, али без видљивих рана. Херберт оболева од маларије, од које га спасава кинин сулфат, који се волшебно појавио на столу у гранитном замку.
Тајна острва је обелодањена када је откривено скровиште капетана Нема, и матична лука Наутилуса. Након што се спасао вртлога на крају романа Двадесет хиљада миља под морем, „Наутилус“ је пловио светским морима све док од посаде није остао само капетан Немо. Сада као старац са брадом, Немо је вратио „Наутилус“ у његову тајну луку која се налази унутар Линколновог острва. Немо им открива да им је пружао помоћ и открива свој прави идентитет. Немо је бивши индијски принц Дакар, син једног раџе ондашње независне области Бунделкунда и нећак индијског хероја Типо-Сахиба. Након учешћа у неуспешној индијској побуни 1857, принц Дакар је са двадесет својих сународника побегао на напуштено острво и посветио се изградњи „Наутилуса“ и узео ново име капетан Немо. Немо прича своју животну причу Сајрусу Смит и његовим пријатељима а након тога умире, уз речи „Бог и моја земља!“. Наутилус је потопљен и служи као гробница капетана Нема.
Нешто касније долази до ерупције вулкана која уништава острво. Орангутан Јуп пада у пукотину у земљи и гине. Насељеници, упозорени од Нема да ће доћи до ерупције, преживљавају на једној малој стени, која је све што је преостало од острва. Њих спасава брод „Данкан“, који је дошао да спаси Ертона али захваљујући поруци коју је Немо оставио на острву Табор преусмерен ка Линколновом острву.